# George Fiala
George Fiala (Jurij Fijala; Юрій Фіяла; * 31. März 1922 in Kiew, Ukrainische SSR; † 6. Januar 2017 in Montreal) war ein kanadischer Komponist, Pianist und Organist.

## Leben
Fialas Eltern waren beide Pianisten, und er selbst begann siebenjährig seine Klavierausbildung. Ab 1934 studierte er Musiktheorie und Komposition und war Klavierschüler von Kostjantyn Mychajlow. Von 1939 bis 1941 setzte er sein Studium am Konservatorium von Kiew bei Vladimir Groudine, Lewko Rewuzkyj, Borys Ljatoschynskyj und Andrij Olchiwskyj fort.
Nach der deutschen Okkupation während des Zweiten Weltkrieges ging Fiala nach Berlin. Dort setzte er sein Kompositionsstudium bei Hansmaria Dombrowski, einem Schüler Hans Pfitzners, fort und besuchte Kurse des Dirigenten Wilhelm Furtwängler. Nach dem Ende des Krieges ließ sich Fiala in Belgien nieder. Er studierte dort bei dem Komponisten Léon Jongen und beteiligte sich als Komponist, Pianist und Dirigent an André Souris’ Séminaire des arts, wodurch er mit dem Werk der jungen französischen Komponisten Pierre Boulez, Serge Nigg und René Leibowitz bekannt wurde. Ein Stipendium des Vatikans ermöglichte es ihm, sich auf seine Kompositionen zu konzentrieren, so dass in seiner Zeit in Belgien mehr als vierzig Werke entstanden, darunter eine Sinfonie und ein Klavierkonzert.
1949 emigrierte Fiala nach Kanada und ließ sich in Montreal nieder. 1955 erhielt er die kanadische Staatsbürgerschaft. Er komponierte mehr als 200 Werke, wobei er die großen Formen – Sinfonie, Konzert, Sonate – bevorzugte. Kompositionsaufträge erhielt er u. a. von der CBC, dem Kulturministerium von Québec, dem Canada Council, dem Ukrainian Committee of Canada, der Ukrainian National Association of the US, der Alberta Ukrainian Commemorative Society und der St. Basil Ukrainian Catholic Cathedral in Edmonton. Das Ukrainian Committee of Canada zeichnete ihn 1974 mit der Shevchenko Medal aus, und das American Biographical Institute verlieh ihm 1987 seine Ehrenmedaille.

## Werke
- Children's Suite für Klavier, 1941, 1975
- Ten Postludes für Klavier, 1947, 1968
- Chamber Music for Five Wind Instruments für Flöte, Oboe, Klarinette, Horn und Fagott, 1948
- Symphony in E Minor, 1950
- Concertino für Klavier, Trompete, Pauken und Streicher, 1950
- Suite Concertante für Oboe und Streicher, 1956
- Three Movements für Klavierquartett, 1957
- Wallaby's Lullaby für Violine und Klavier, 1960–64
- Capriccio für Klavier und Orchester, 1962
- Shadows of Our Forgotten Ancestors für Orchester, 1962
- Cantilena and Rondo für Sopran, Blockflöte und Klavier, 1963
- Pastorale and Allegretto für vier Blockflöten, 1963
- Australian Suite für Klavier, 1963
- Divertimento Concertante für Violine und Orchester, 1965
- Eulogy ‘In Memory of President J.F. Kennedy’ für Orchester, 1965, 1985
- Centennial Prelude für Klavier, 1966
- Canadian Credo für vierstimmigen gemischten Chor und Orchester, 1966
- Montreal für Orchester, 1967
- Musique Concertante für Klavier und Orchester, 1968
- Sérénade Concertante für Cello und Streicher, 1968
- Four Russian Poems für Stimme und Klavier, 1968
- Sonata für Cello und Klavier, 1969
- Sonata für Violine und Klavier, 1969
- Sonata für Saxophon und Klavier, 1970
- Sonata für Cello und Klavier, 1971
- Sinfonietta Concertata für Akkordeon, Cembalo und Streicher, 1971
- Duo Sonata für Violine und Harfe, 1971
- Sonata for Two für Sopransaxophon und Akkordeon, 1971
- Concertino Canadese für vier Harfen, 1972
- Sonata Breve für Klarinette und Harfe, 1972
- Ouverture burlesque für Orchester, 1972
- Sinfonietta concertata, UA mit Kelsey Jones und dem McGill Chamber Orchestra unter Leitung von Joseph Macerollo, 1972
- Symphony No. 4 ‘Ukrainian’, 1973
- Concerto für Violine und Orchester, 1973
- Five Ukrainian Songs für Sopran und Orchester, 1973
- Concerto for violin, UA mit Steven Staryk und dem Winnipeg Symphony Orchestra, 1974
- Psalm für Bass und Orgel, 1974
- Ukrainian Triptych für Orchester, 1975
- Partita da Camera für zwei Violinen, 1977
- Concerto da Camera für Klavier zu vier Händen, 1978
- Concerto Breve für zwei Klaviere, 1979
- Ukrainian Dance für zwei Klaviere, 1979
- Overtura buffa für Orchester, 1981
- Symphonie No. 5 ‘Sinfonia breve’, 1981
- Duettino Concertante für Klarinette und Harfe, 1981
- Terzetto Concertante für Klarinette, Cello und Harfe, 1981
- The Heart's Memory für Stimme und Klavier, 1981
- My Journey für Stimme und Klavier, 1982
- Partita concertata für Violine und Cello, 1982
- Quintette für Klavierquintett, 1982
- The Kurelek Suite für Orchester, 1982
- Sonata für Cello und Klavier, 1982
- Festive Overture für Orchester, 1983
- Festive Overture, UA mit dem American Symphony Orchestra unter Wolodymyr Kolesnyk, 1984
- Two Movements für Oboe und Klavier, 1984
- The Kurelek Suite, UA mit dem Edmonton Symphony Orchestra, 1985
- Music for Strings No. 1, 1985
- Concerto Cantata für Klavier und vierstimmigen gemischten Chor, 1985
- Three Ukrainian Lyrics für Bass und Klavier, 1985
- The Millennium Liturgy für vierstimmigen gemischten Chor, 1986
- Sonata für Flöte und Klavier, 1986
- Concerto Cantata, UA mit Christina Petrowska, 1987
- The Millennium Liturgy, 1987
- Trio Sonata für Violine, Cello und Klavier, 1987
- Music for Strings No. 2, 1989
- OVERture AND OUT für Orchester, 1989
- Sonata für Viola und Klavier, 1989
- Canadian Sketches für Klavier, 1989
- Divertimento Capriccioso für Flöte und Streicher, 1990